# A Life, A Song, A Cigarette

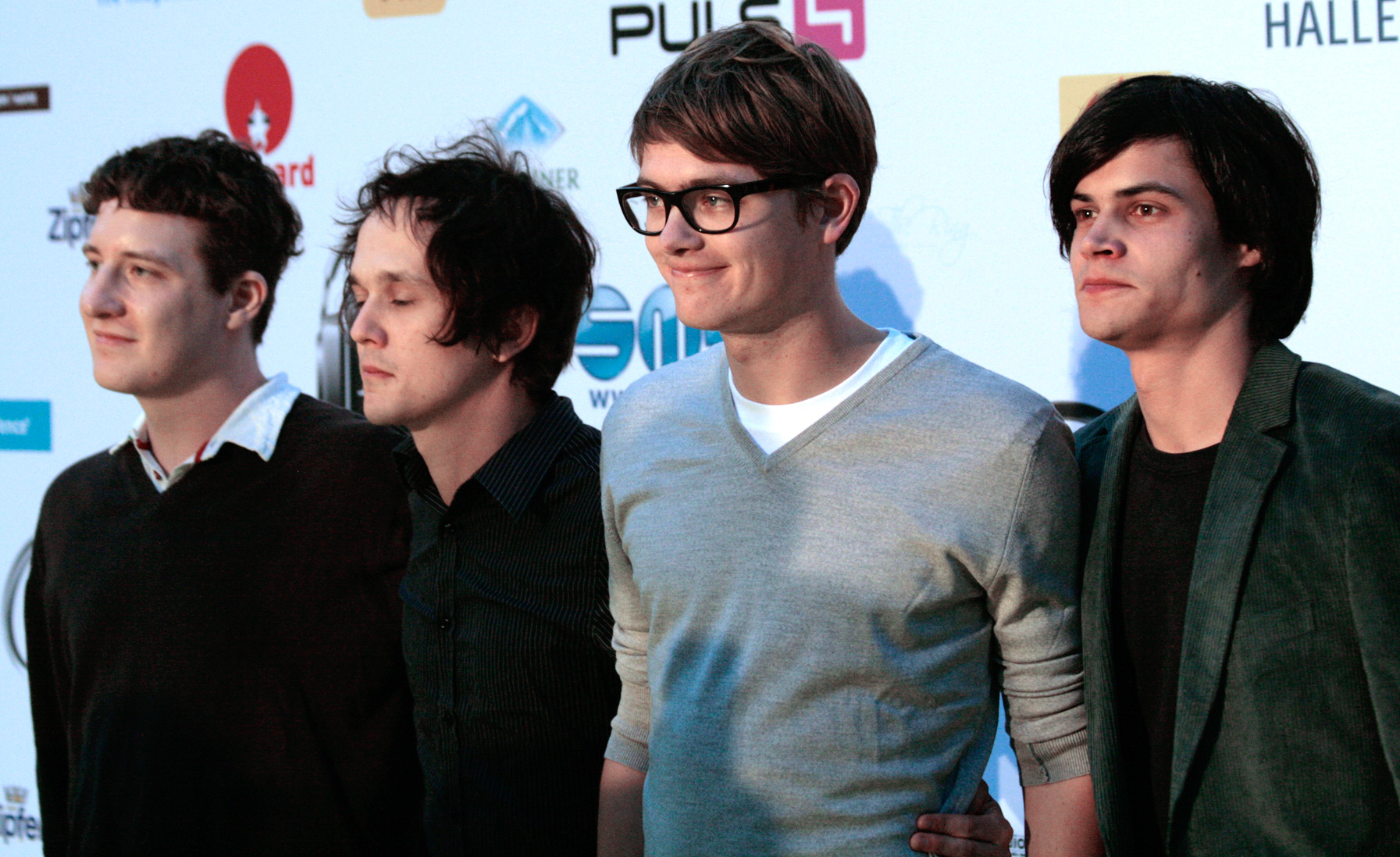
A Life, A Song, A Cigarette bei der Amadeus-Verleihung 2009

A Life, A Song, A Cigarette ist eine österreichische Alternative-Country-Band aus Wien.
Im Jahr 2008 und 2009 war die Band für den FM4 Award, der im Rahmen der Amadeus Austrian Music Award verliehen wird, nominiert.

## Geschichte
Gegründet wurde die Band von Stephan Stanzel, gemeinsam mit Hannes Wirth, Philipp Karas, Martin Knobloch und dessen Bruder Michael Knobloch. Ursprünglich hätte die Gruppe Sugarplum Fairy heißen sollen, bis man bemerkte, dass es bereits eine Band aus Skandinavien mit diesem Namen gab. Stanzel, Wirth und Karas spielten zuvor gemeinsam bei der Gruppe Dynamo 99, deren Live-Techniker Daniel Grailach war. Dieser nahm auch das erste Demo auf und übernahm in weiterer Folge auch den Platz hinter dem Schlagzeug. Dann kam noch Sandra Trimmel als Sängerin in die Band. In dieser Formation und unter dem neu gewählten Namen A Life, A Song, A Cigarette kam es Anfang des Jahres 2005 zum ersten Konzert, im Wiener Chelsea. Nach einem nicht ganz ernst gemeinten Aufruf bei einem Interview auf Puls TV für mehr Musiker – z. B. Cellisten – in der Band, meldete sich der Cellist Lukas Lauermann und wurde umgehend neues Mitglied. Das erste Konzert in dieser 7-köpfigen Besetzung fand dann im Frühjahr 2006 in der Kunsthalle am Karlsplatz statt. Das sollte allerdings das einzige in dieser Formation sein, denn kurz darauf trennte man sich von Sängerin Sandra Trimmel. Im Sommer 2006 wurde das erste Album Fresh Kills Landfill aufgenommen, die weiblichen Backingvocals wurden von Virginia Dellenbaugh übernommen. Das Album, 2007 bei Siluh veröffentlicht, wurde medial wohlwollend aufgenommen. Es folgten einige Konzertreisen durch Österreich, Deutschland und die Schweiz. 2008 erschien dann der zweite Longplayer, Black Air. Produziert wurde das Werk von Ken Stringfellow (The Posies, R.E.M., Big Star). Danach wurde es ein bisschen ruhiger um die sechs Wiener. Bis zum nächsten Album sollten vier Jahre vergehen. In dieser Zeit trennte man sich von Gründungsmitglied Philipp Karas, baute ein eigenes Studio und bastelte an neuem Material. Keyboard- und Klavierparts wurden von Lukas Lauermann übernommen, im Studio als auch live. Tideland erschien 2012 und wurde von der Band selbst produziert, aufgenommen und gemischt, mit Unterstützung von Philipp Nikodem-Eichenhardt, und das Ganze im eigenen Studio, der „Tonkombüse“. Ebendort hat man bereits 2013 im Herbst mit der Arbeit zum vierten Album begonnen. Diesmal wieder mit einem Produzenten, namentlich Stefan Deisenberger. Der Entstehungsprozess dauerte zwei Jahre, was hauptsächlich der Umtriebigkeit der einzelnen Akteure geschuldet ist. Aber es bezeichnet auch die Gelassenheit, mit der dieser vierte Longplayer entstanden ist. Nach fast zehn Jahren mit Siluh Records wechselte man auch die Plattenfirma. Daher erschien „All That Glitters Is Not Gold“ auf Wohnzimmer Records, und zwar am 29. Januar 2016.

## Diskografie
Alben
- 2007: Fresh Kills Landfill (Siluh Records / Hoanzl / Cargo Records)
- 2008: Black Air (Siluh Records / Hoanzl / Cargo Records)
- 2012: Tideland (Siluh Records / Cargo Records)
- 2016: All That Glitters Is Not Gold (Wohnzimmer Records / Hoanzl / Broken Silence)

Singles
- 2007: Love (Siluh Records)
- 2007: Amphetamine Song (Siluh Records)
- 2007: Please Let Me Drink Away My Broken Heart (Siluh Records)
- 2008: Marie (Siluh Records)
- 2008: Down (Siluh Records)
- 2012: Easy (Siluh Records)
- 2012: Ginger (Siluh Records)
- 2015: Blindhearted (Wohnzimmer Records)
- 2016: Snow (Wohnzimmer Records)